# Route 341 (Québec)
Pour les articles homonymes, voir Route 341.
La route 341 (R-341) est une route régionale québécoise d'orientation nord / sud située sur la rive nord du fleuve Saint-Laurent. Elle dessert la région administrative de Lanaudière.

## Tracé
L'extrémité sud de la route 341 se trouve à Repentigny à l'angle de l'A-40. Elle se termine à Rawdon, à l'angle de la route 125, tout juste au sud de Chertsey. 

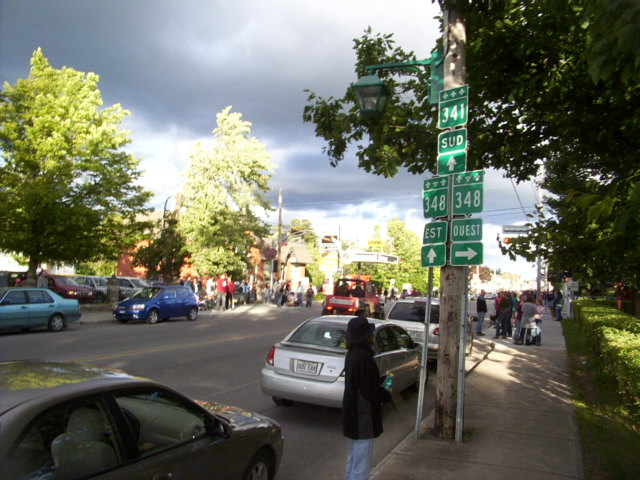
Intersection des routes 341 et 348 à Rawdon.
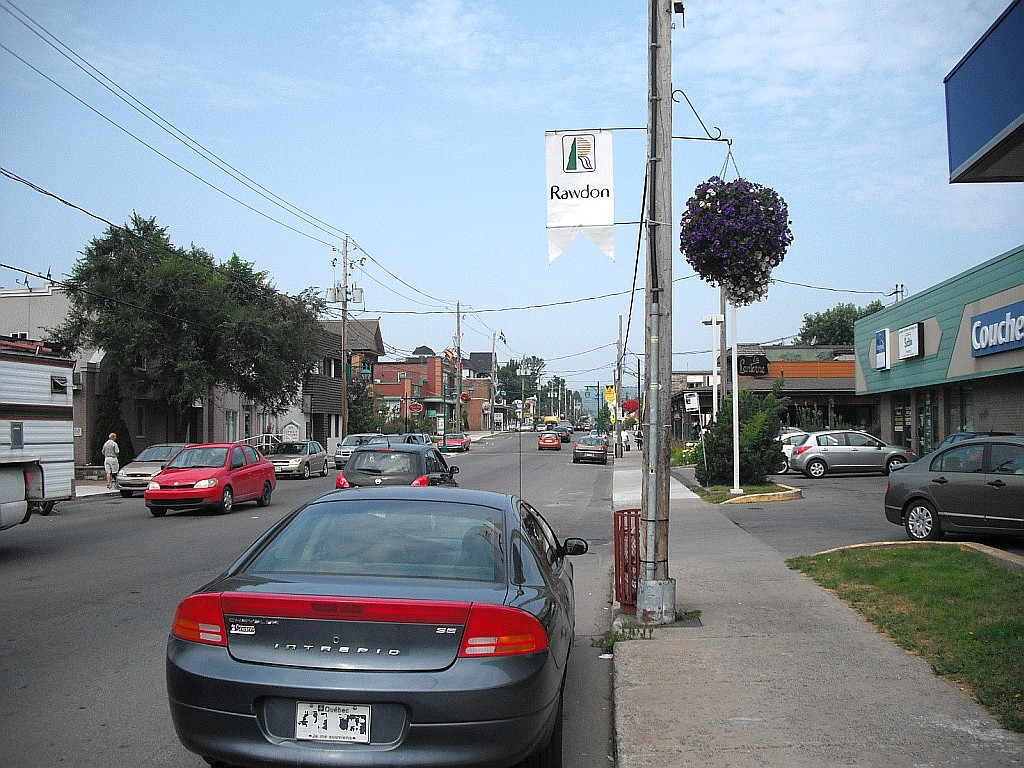
La rue Queen à Rawdon.

## Localités traversées (du sud au nord)
Liste des municipalités dont le territoire est traversé par la route 341, regroupées par municipalité régionale de comté.

### Lanaudière
L'Assomption
- Repentigny
- L'Assomption
- L'Épiphanie

Montcalm
- Saint-Roch-de-l'Achigan
- Saint-Esprit
- Saint-Alexis
- Saint-Jacques
- Sainte-Julienne
- Saint-Liguori

Matawinie
- Rawdon

## Intersections majeures
| MRC                     | Municipalité                   | km    | Destinations                                                 | Notes                                                                      |
| ----------------------- | ------------------------------ | ----- | ------------------------------------------------------------ | -------------------------------------------------------------------------- |
| L'Assomption            | Limite Repentigny–L'Assomption | 0,00  | A-40 – Montréal, Trois-Rivières, Québec                      | Sortie 106 de l'A-40                                                       |
| L'Assomption            | L'Assomption                   | 2,10  | R-344 – Repentigny (Le Gardeur), L'Assomption                |                                                                            |
| L'Assomption            | L'Épiphanie                    | 8,50  | R-339 – L'Assomption, Saint-Roch-de-l'Achigan                |                                                                            |
| Montcalm                | Saint-Jacques                  | 27,70 | R-158 – Joliette, Saint-Jérôme                               | Carrefour giratoire                                                        |
| Montcalm                | Sainte-Julienne                | 34,90 | R-346 ouest – Sainte-Julienne                                | Terminus sud du multiplex avec la R-346                                    |
| Montcalm                | Saint-Liguori                  | 36,80 | R-346 est – Saint-Liguori                                    | Terminus nord du multiplex avec la R-346                                   |
| Matawinie               | Rawdon                         | 42,70 | R-348 est – Saint-Ambroise-de-Kildare, Saint-Félix-de-Valois | Terminus sud du multiplex avec la R-348                                    |
| Matawinie               | Rawdon                         | 43,80 | R-337 nord – Saint-Alphonse-Rodriguez                        | Terminus sud du multiplex avec la R-337                                    |
| Matawinie               | Rawdon                         | 44,00 | R-337 sud – Sainte-Julienne                                  | Terminus nord du multiplex avec la R-337                                   |
| Matawinie               | Rawdon                         | 45,20 | R-348 ouest                                                  | Terminus nord du multiplex avec la R-348; pas d'indications de destination |
| Matawinie               | Rawdon                         | 54,90 | R-125 – Saint-Donat, Chertsey, Sainte-Julienne               |                                                                            |
| - Terminus de multiplex |                                |       |                                                              |                                                                            |